# Fryderyk z Berga
Fryderyk z Berga, hiszp. Frederic de Berga, właściwie Martí Tarrés Puigpelat (ur. 8 października 1877 w Bergii, zm. 16/17 lutego 1937 w Barcelonie) – hiszpański prezbiter z zakonu kapucyn, męczennik, błogosławiony Kościoła katolickiego.

## Życiorys
21 listopada 1896 roku wstąpił do nowicjatu kapucynów w Arenys de Mar i tam przyjął imię zakonne Fryderyk. Został zamordowany w czasie antyklerykalnej nagonki, której celem było przekształcenie społeczeństwa i budowa „nowoczesnego państwa europejskiego”.
Był jedną z ofiar prześladowań Kościoła katolickiego okresu hiszpańskiej wojny domowej.
W centrum Berga jedna z ulic nosi nazwę „Fra Frederic de Berga”.

## Beatyfikacja
Został beatyfikowany 21 listopada 2015 w katedrze w Barcelonie przez kardynała Angelo Amato w imieniu papieża Franciszka razem z innymi 25 kapucynami męczennikami z czasów hiszpańskiej wojny domowej.
Lista towarzyszy męczenników
- O. Modest z Mieres (Jan Bover Teixidó)
- O. Zachariasz z Llorenç del Penedés (Sebastian Sonet Romeu)
- O. Remigiusz z Papiol (Stefan Santacana Armengol)
- O. Anzelm z Olot (Wawrzyniec Basil Matas)
- O. Benigny z Canet de Mar (Michał Sagré Fornaguera)
- O. Józef z Calella de la Costa (Jan Vila Colomé)
- O. Marcin z Barcelony (Jakub Boguná Casanova)
- O. Rafał Maria z Mataró (Franciszek de Paula Soteras Culla)
- O. Agust z Montclar de Donzell (Józef Alsina Casas)
- O. Doroteusz z Vilalba dels Arcs (Jordan Sampé Tarragó)
- O. Aleksander z Barcelony (Jakub Nájera Gherna)
- O. Tarsycjusz z Miralcamp (Józef Vilalta Saumell)
- O. Wincenty z Besalú (Julian Gebrat Marcé)

- O. Tymoteusz z Palafrugell (Jezus Miquel Girbau)
- Br. Michał z Bianya (Pelagiusz Ayats Vergés)
- Br. Jordan z Santa Pau (Manuel Collellmir Senties)
- Br. Bonawentura z Arroyo Cerezo (Tomasz Díaz Díaz)
- Br. Marcjal z Penedes (Karol Canyes Santacana)
- Br. Eudald z Igualada (Ludwik Estruch Vives)
- Br. Pacjan Maria z Barcelony (Franciszek Maria Colomer Presas)
- Br. Anioł z Ferreries (Józef Coll Martí)
- Br. Cyprian z Terrassa (Ramon Gros Ballvé)
- Br. Eligiusz z Bianya (Jan Ayats Plantalech
- Br. Prudencjusz z Pomar de Cinca (Grzegorz Charlez Ribera)
- Br. Feliks z Tortosa (Jan Bonavida Della)

...